# Kenneth Webb
Kenneth Webb (New York, 16 oktober 1892 – Hollywood, 23 maart 1966) was een Amerikaanse filmregisseur, scenarioschrijver en componist gedurende het stommefilmtijdperk.

## Gedeeltelijke filmografie
- The Stolen Kiss (1920)
- The Devil's Garden (1920)
- Salvation Nell (1921)
- The Great Adventure (1921)
- Jim the Penman (1921)
- The Daring Years (1923)
- Just Suppose (1926)

- Biblioteca Nacional de España: XX4606187
- Bibliothèque nationale de France: cb17804523h (data)
- International Standard Name Identifier: 0000 0001 1770 0458
- Library of Congress Control Number: n94002717
- MusicBrainz: 99dacd4d-9384-4feb-a23f-72e3dbe480ee
- SNAC: w6j69qg7
- Virtual International Authority File: 73078187
- WorldCat: E39PBJyx9CBbq7bTDpW86BV9jC